# Seleção Argelina de Futsal Masculino
A Seleção Argelina de Futsal representa a Argélia em competições internacionais de futsal.

## Melhores classificações
- Copa do Mundo de Futsal da FIFA — 15º lugar em 1989
- Campeonato Árabe de Futsal — 4º lugar em 2023